# منتخب التشيك تحت 19 سنة لكرة السلة للسيدات
منتخب التشيك تحت 19 سنة لكرة السلة للسيدات هو ممثل التشيك الرسمي في المنافسات الدولية في كرة السلة للسيدات
.